# Ernst Bergmann
Pour les articles homonymes, voir Bergmann.
Ernst Bergmann (né le 7 août 1881 à Colditz, mort le 16 avril 1945 à Naumbourg) est un philosophe allemand.

## Biographie
Il est le fils d'un pasteur évangélique, Ernst Albin Bergmann. Il va au lycée fédéral saxon de Saint Afra puis au Königliches Gymnasium Dresden-Neustadt. En 1902, il étudie la philosophie et la philologie à l'université de Leipzig puis à Berlin. Après le doctorat, il enseigne comme privat-docent à l'université de Leipzig. Il s'engage volontairement pour participer à la Première Guerre mondiale. Bergmann s'écrase en 1916 lors d'une mission à l'école de l'aéroport de Leipzig-Mockau (de) et est renvoyé de l'armée à cause de ses blessures. Puis il reçoit en 1916 un poste de professeur non officiel non inscrit à l'université de Leipzig, qu'il occupe jusqu'à sa mort.
Bergmann a un premier mariage de 1917 à 1921 avec la fille d'un avocat juif, avec qui il a un fils Peter. En 1927, il épousa la fille d'un éditeur de Leipzig. À ce moment, sa pensée antidémocratique se mêle à une attitude antichrétienne, qui s'exprime aussi dans ses écrits. Bergmann est devenu membre du NSDAP en juillet 1930 et en juillet 1931 du NSLB. En 1932, il se sépare de l'église protestante. Il s'efforce de renouveler la religiosité allemande en créant une « religion allemande » au sens national-socialiste. Il devient membre du conseil d'administration de l'Association des Travailleurs du Mouvement de la foi allemande fondée à Eisenach fin de juillet 1933.
Bergmann écrit une nécrologie autobiographique en l'honneur de son fils, mort sur le front occidental, dans laquelle il cache que son fils est à moitié juif. Après la prise de Leipzig par les Alliés, Bergmann s'est probablement suicidé.

## Œuvre
Le jeune Bergmann est fortement influencé par Friedrich Nietzsche, surtout par son immoralisme. L'une de ses premières publications de 1912 à 1914 est la publication des travaux de Jean-Marie Guyau en six volumes. À cette époque, il travaille également sur un autre Français, Julien Offray de La Mettrie.
En 1933, Bergmann écrit une soi-disant Confessio Germanica, qu'il appelle aussi Deutschapostolikum, comme un substitut au Symbole des Apôtres qu'il rejette :
« Je crois au Dieu de la Religion Allemande, qui travaille dans la nature, dans le grand esprit humain et dans la puissance de son peuple. Et à l'aide du Christ, qui se bat pour la noblesse de l'âme humaine. Et à l'Allemagne, la terre éducative de la nouvelle humanité. » Au lieu du christianisme, il appelle au retour à un mysticisme populaire qui triomphe du christianisme juif.
Il est un grand partisan de l'eugénisme. Son idée du rôle des femmes correspond aussi parfaitement à l'idéologie nazie.
Deux de ses livres, Deutsche Nationalkirche publié en 1934 und Die natürliche Geistlehre. Eine deutsch-nordische Weltsinndeutung en 1937, sont mis à l'Index librorum prohibitorum par le pape Pie XI, en même temps que Le Mythe du vingtième siècle d'Alfred Rosenberg. Le livre Erkenntnisgeist und Muttergeist est aussi critiqué par des nazis.

## Source, notes et références
- (de) Cet article est partiellement ou en totalité issu de l’article de Wikipédia en allemand intitulé « Ernst Bergmann (Philosoph) » (voir la liste des auteurs).